# Waterville (Washington)
Waterville és una població dels Estats Units i seu del comtat de Douglas a l'estat de Washington. Segons el cens del 2000 tenia 1.163 habitants.

## Demografia
Segons el cens del 2000, Waterville tenia 1.163 habitants, 433 habitatges, i 314 famílies. La densitat de població era de 528,3 habitants per km².
Dels 433 habitatges en un 33,7% hi vivien nens de menys de 18 anys, en un 62,6% hi vivien parelles casades, en un 6% dones solteres, i en un 27,3% no eren unitats familiars. En el 24% dels habitatges hi vivien persones soles el 13,9% de les quals corresponia a persones de 65 anys o més que vivien soles. El nombre mitjà de persones vivint en cada habitatge era de 2,65 i el nombre mitjà de persones que vivien en cada família era de 3,17.
Per edats la població es repartia de la següent manera: un 28,8% tenia menys de 18 anys, un 5,8% entre 18 i 24, un 23,4% entre 25 i 44, un 24,2% de 45 a 60 i un 17,7% 65 anys o més.
L'edat mediana era de 40 anys. Per cada 100 dones de 18 o més anys hi havia 93,5 homes.
La renda mediana per habitatge era de 36.458 $ i la renda mediana per família de 47.386 $. Els homes tenien una renda mediana de 35.375 $ mentre que les dones 23.375 $. La renda per capita de la població era de 18.880 $. Aproximadament el 5% de les famílies i el 7,5% de la població estaven per davall del llindar de pobresa.

## Poblacions més properes
El següent diagrama mostra les poblacions més properes.